# Torreyochloa pallida
Torreyochloa pallida är en gräsart som först beskrevs av John Torrey, och fick sitt nu gällande namn av Church. Torreyochloa pallida ingår i släktet Torreyochloa och familjen gräs. Inga underarter finns listade i Catalogue of Life.